# Karmana
Karmana es una localidad de Uzbekistán, en la provincia de Navoi.
Se encuentra a una altitud de 348 m sobre el nivel del mar. 

## Demografía
Según estimación 2010 contaba con una población de 24 796 habitantes.